# シカゴランド・スピードウェイ
シカゴランド・スピードウェイ (Chicagoland Speedway) は、アメリカ合衆国のサーキット。イリノイ州ジョリエットに所在する。名称こそシカゴの名を冠するが、距離的にもジョリエットの方が近い。
全長は1.5マイル、2001年オープン。ドラッグレース専用コースやハーフマイルのダートトラックも備える。
NASCARではエクスフィニティ・シリーズが7月と9月の年2回、モンスターエナジー・NASCARカップ・シリーズが9月、ガンダー・アウトドアーズ・トラック・シリーズが7月の年1回開催される。カップシリーズにおいては、2011年以降チェイス・フォー・ザ・スプリントカップの第1戦にスケジュールされる。

## トラックの特徴
- コース寸法

|                        | 個数                   | 長さ                  | バンク角           |
| ---------------------- | ---------------------- | --------------------- | ------------------ |
| フロントストレッチ     | 1                      | 2333フィート(711.1m)  | 11°                |
| バックストレッチ       | 1                      | 1800フィート(548.6m)  | 5°                 |
| ターン                 | 4                      | 3787フィート(1154.3m) | 18°                |
| 全長：1.5マイル(2414m) | 全長：1.5マイル(2414m) | 路面：アスファルト    | 路面：アスファルト |

ホームストレート前に緩やかなコーナーを持つDシェイプ・オーバルではあるが、バックストレッチ側も緩やかなカーブなのがこのコースの特徴。NASCARの水準では高いバンク角では無いが、それでも平均速度が180マイル後半に達するハイスピードトラックと言える。
オーバルレースでは、タイヤのキャンバーセッティングやスタッガー等により、マシンが左に曲がりやすくなるよう調整されている。このトラックのバックストレッチも湾曲しているため、車の特性をコース全体で活かすことができる。しかし、直進できる箇所がないためドラフティングが効きづらく、どちらかといえば乱流を受けマシンの挙動が不安定になりやすい。また、先行車がラインをワイドに使える利点も合いまって、NASCARのレースはオートクラブ、ミシガンやポコノのように、1列を維持した順位変動が少ない展開になる。
道幅が広く3ワイドや4ワイドも可能だが、横に並ぶ場面がリスタート直後に限られやすいため、その道幅はさらに広く感じられる。

## 僅差の優勝争い
2000年代のインディカー・シリーズでは、1.5マイルオーバルでのサイド・バイ・サイドのポジション争いが多く見られたが、中でもシカゴランド・スピードウェイでは何度も接戦が生まれた。1/100秒以下で決着がついたレースとそのタイム差は以下のとおり。
- 0.00249秒:インディカー・シリーズ史上最小タイム差 - 2002年9月8日/1位:サム・ホーニッシュJr. - 2位:アル・アンサーJr.[1]
- 0.0033秒 - 2008年9月7日/1位:エリオ・カストロネベス - 2位:スコット・ディクソン
- 0.0077秒 - 2009年9月29日/1位:ライアン・ブリスコー - 2位:スコット・ディクソン
- 0.0099秒 - 2003年9月7日/1位:サム・ホーニッシュJr. - 2位:スコット・ディクソン(3位のブライアン・ハータまで0.0100秒差)

## 開催されているレース
- モンスターエナジー・NASCARカップ・シリーズ
- NASCARエクスフィニティ・シリーズ
- NASCARガンダー・アウトドアーズ・トラック・シリーズ
- ARCA
- USAC（United States Automobile Club）シルバークラウン・シリーズ

## コースレコード
インディカー
| 種別            | 距離 (miles / km) | 日付          | ドライバー       | タイム      | 平均スピード (mph / km/h) |
| --------------- | ----------------- | ------------- | ---------------- | ----------- | ------------------------- |
| 予選 (1 lap)    | 1.500 / 2.414     | 2003年9月6日  | リッチー・ハーン | 0:00:24.521 | 223.159 / 359.140         |
| 本選 (1 lap)    | 1.500 / 2.414     | 2002年9月8日  | バディ・ライス   | 0:00:24.422 | 224.064 / 360.596         |
| 本選 (200 laps) | 300.000 / 482.803 | 2006年9月10日 | ダン・ウェルドン | 1:33:37.266 | 194.828 / 313.545         |

モンスターエナジー・NASCARカップ・シリーズ
| 種別                    | 距離 (miles) | 日付          | ドライバー             | タイム      | 平均スピード (mph) |
| ----------------------- | ------------ | ------------- | ---------------------- | ----------- | ------------------ |
| 予選 (Fastest Lap of 2) | 1.5          | 2005年7月8日  | ジミー・ジョンソン     | 0:00:28.701 | 188.147            |
| 本選（平均スピード）    | 400          | 2002年7月14日 | ケヴィン・ハーヴィック | 2:55:37     | 136.832            |

NASCAR エクスフィニティ・シリーズ
| 種別                    | 距離 (miles) | 日付          | ドライバー             | タイム      | 平均スピード (mph) |
| ----------------------- | ------------ | ------------- | ---------------------- | ----------- | ------------------ |
| 予選 (Fastest Lap of 2) | 1.5          | 2005年7月8日  | ライアン・ニューマン   | 0:00:28.964 | 186.438            |
| 本選（平均スピード）    | 300          | 2007年7月14日 | ケヴィン・ハーヴィック |             | 135.611            |

## 参照
1. ↑  http://www.racing-reference.info/race?id=2002-14&series=O